# Technomyrmex tailori
Technomyrmex tailori é uma espécie de formiga do gênero Technomyrmex.